# Humniska
Humniska est une localité polonaise de la gmina et du powiat de Brzozów en voïvodie des Basses-Carpates.